# 마이페인트
마이페인트(MyPaint)는 이미지 조작이나 후처리가 아닌 페인팅에 초점을 두는 디지털 페인터를 위한 자유-오픈 소스 래스터 그래픽스 편집기이다. 마이페인트는 마이크로소프트 윈도우, OS X, 리눅스용으로 이용이 가능하다. 어떠한 면에서는 코렐 페인터와 비슷하다.

## 역사
1.00까지의 마이페인트 버전 및 버그/이슈 추적은 Gna!에 의해 호스팅된다.
마이페인트는 1.2.0 이후로 GTK+의 그래피컬 컨트롤 엘리먼트를 사용하며, 지금은 GTK+ 3을 사용한다.

## 기능
마이페인트의 기능은 다음과 같다:
- 필압 감지 태블릿 지원
- 동적 브러시 라이브러리, 타사 애플리케이션으로의 연동
- 확장 기능
- 레이어 관리
- 단순한 인터페이스
- 색역 마스킹 컬러 휠
- 그림 크기를 미리 결정하지 않아도 되는 무제한 캔버스

## libmypaint
마이페인트는 필압 그래픽스 태블릿과 함께 사용하도록 최적화된 사용자 지정 절차적 브러시 엔진이 있다. 마이페인트의 이후 버전에서 이 엔진은 libmypaint 라이브러리로 분리되어 다른 애플리케이션으로의 연동을 더 쉽게 한다.